# Richard Martin Stern
Pour les articles homonymes, voir Stern.
Ne doit pas être confondu avec Richard G. Stern.
Richard Martin Stern, né le 17 mars 1915  à Fresno en Californie aux États-Unis et mort le 31 octobre 2001  à Santa Fe au Nouveau-Mexique est un écrivain américain.

## Biographie
Après avoir écrit des nouvelles pour des magazines comme Cosmopolitan, Good Housekeeping ou Saturday Evening Post, il publie en 1958, son premier roman, Une personne très déplacée (The Bright Road to Fear) avec lequel il remporte en 1959 le prix Edgar-Allan-Poe du meilleur premier roman par un auteur américain. À la suite de ce roman, Dorothy B. Hughes apprécie son auteur comme « l'un des écrivains les plus inventifs et les plus respectés du roman policier américain ».
En 1971, il commence avec Murder in the Walls une série de six roman consacrée à Johnny Ortiz, lieutenant de police d'origine Apache. En 1978, il publie La Tour (The Tower (en)) adapté en 1974 dans un film américain La Tour infernale réalisé par John Guillermin.

## Œuvre

### Romans

#### Série Johnny Ortiz
- Murder in the Walls (1971)
- You Don't Need an Enemy (1971)
- Death in the Snow (1973)
- Tangled Murders (1989)
  - Sang pour sang, Série noire no 2219 (1989)
- Missing Man (1990)
- Interloper (1990)

#### Autres romans
- The Bright Road to Fear (1958) (autre titre Secker) (Prix Edgar-Allan-Poe 1959 du meilleur premier roman d'un auteur américain)
  - Une personne très déplacée, Série noire no 503, (1959)
- The Search for Tabitha Carr (1960)
  - Pour retrouver Tabitha Carr, L'Aventure criminelle no 106 (1961)
- These Unlucky Deeds (1960) (autre titre Quidnunc County)
  - Le Club des amants de Roz, L'Aventure criminelle no 126 (1962)
- High Hazard (1962)
- Cry Havoc (1963)
- Right Hand Opposite (1964)
- I Hide, We Seek (1965)
- The Kessler Legacy (1967)
- Merry Go Round (1968)
- Brood of Eagles (1969)
- Manuscript for Murder (1970)
- Stanfield Harvest (1972)
  - La Moisson de la violence, Éditions de Trévise (1974)
- The Tower (en), 1973 (autre titre The Towering Inferno)
  - La Tour, Robert Laffont (1975)
- Power (1975)
  - La Solitude et la Puissance, Éditions de Trévise (1976)
- The Will (1976)
- Snowbound Six (1977)
  - Les Naufragés des neiges, collection Romans, Presses de la Cité (1980)
- Tsunami! (1979)
- Flood (1979)
  - Le Flot sauvage, collection Romans, Presses de la Cité (1982)
- The Big Bridge (1982)
- Wildfire (1985)

## Adaptation
1974 : La Tour infernale (The Towering Inferno) : film américain, adaptation de La Tour (The Tower) réalisée par John Guillermin avec Steve McQueen, Paul Newman, William Holden, Faye Dunaway et Fred Astaire

## Sources
- Claude Mesplède (dir.), Dictionnaire des littératures policières, vol. 2 : J - Z, Nantes, Joseph K, coll. « Temps noir », 2007, 1086 p. (ISBN 978-2-910-68645-1, OCLC 315873361).
- Claude Mesplède, Les années "Série noire" : bibliographie critique d'une collection policière, vol. 2 : 1959-1966, Amiens, Editions Encrage, coll. « Travaux » (no 17), 1993 (ISBN 978-2-906-38943-4), p. 10-11.
- Claude Mesplède et Jean-Jacques Schleret, SN, voyage au bout de la Noire : inventaire de 732 auteurs et de leurs œuvres publiés en séries Noire et Blème : suivi d'une filmographie complète, Paris, Futuropolis, 1982 (OCLC 11972030), p. 346-347